# Domenico Maggiotto
Pour les articles homonymes, voir Maggiotto.
Domenico Maggiotto , (Venise, 1713 - 16 avril 1794) est  un peintre italien qui a été actif au XVIIIe siècle.

## Biographie
Fils d'un gondolier, Domenico Maggiotto est élève de Giovanni Battista Piazzetta à Venise à partir de l'âge de dix ans, puis son assistant jusqu'à la mort de ce dernier en 1754.
Entre 1730 et 1750 influencé par Piazzetta, ses œuvres abordent les thèmes de genre. La plasticité des formes et les effets de clair-obscur sont les principales caractéristiques des œuvres de cette période, pendant laquelle il collabore à plusieurs grandes toiles peintes par Piazzetta, dont Alexandre devant le corps de Darius (v. 1745-1747, Ca Rezzonico). Son langage se fait plus authentique dans la peinture anecdotique et la scène de genre comme dans Le Joueur de flûte.
Après la mort de Piazzetta (1754), désorienté, il développe une tendance éclectique impersonnelle et ne surmontera pas son manque d'expérience personnelle dans la conduite 
de projets d'envergure.
Il figure en 1755 parmi les fondateurs de l'Académie de Peinture et de Sculpture, où il deviendra enseignant. Très actif dans sa patrie, il l'est aussi en Allemagne.
Il fut le père de Francesco Maggiotto (1750-1805) également peintre.

## Œuvres
- Joueur de flûte (1735), 72 × 57 cm, Ca' Rezzonico, Venise[3]
- Alexander devant le corps de Darius, avec Piazzetta, (v. 1745-1747), Ca' Rezzonico, Venise.
- Saint Nicolas et le Saint Arcangelo Caneti (1754) (retable), commencé par Piazzetta, Église San Salvador, Venise.
- Deux Stations de la Croix (1755), Église Santa Maria del Giglio
- Saint-Barthélémy (1758-1759) (retable), église San Bartolomeo à Valnogaredo, près de Padoue.
- Sainte Catherine d'Alexandrie, saint Antoine abbé, saint Jérôme et saint Jean Népomucène.   (1760), Église Santi Apostoli, Venise
- Fille vendant des fruits (1745-1770), huile sur toile, 83 × 164 cm, Rijksmuseum, Amsterdam[4]
- Querelle de joueurs (années 1750), huile sur toile, 74 × 50 cm, Musée de l'Ermitage, Saint-Petersbourg[5]
- Saint-Nicolas, Saint-Léonard et le bienheureux Arcangelo Canetoli église San Salvador Venise; tableau commencé par Giovanni Battista Piazzetta et terminé par Magiotto
- Enfants avec un chien (vers 1760), huile sur toile, 91 × 74 cm, Musée de l'Ermitage, Saint-Petersbourg[6]
- Saint Grégoire (vers 1760), huile sur toile, 82 × 62 cm, Musée de l'Ermitage, Saint-Petersbourg[7]
- Saint Augustin (vers 1760), huile sur toile, 82 × 63 cm, Musée de l'Ermitage, Saint-Petersbourg[8]
- Avarice et Plaisir de la boisson et du fumer (deux tableaux),
- Fille au tambourin,
- Guérison d'un enfant de la cécité par un prêtre dans une école de garçons,
- Joseph Interprétant les rêves de Butler Pharoah et Baker,
- Saint Nicolas
- Vierge de la Consolation, église Saint-Michel, île de Korcula, Croatie
- Sainte Anne apprenant à lire à la Vierge, huile sur toile, 62 × 92 cm, Ca' Rezzonico, Venise[9]
- Tête d'un Levantin, huile sur toile, 4' × 36 cm, Collection privée, Vente Dorotheum 2018[10]

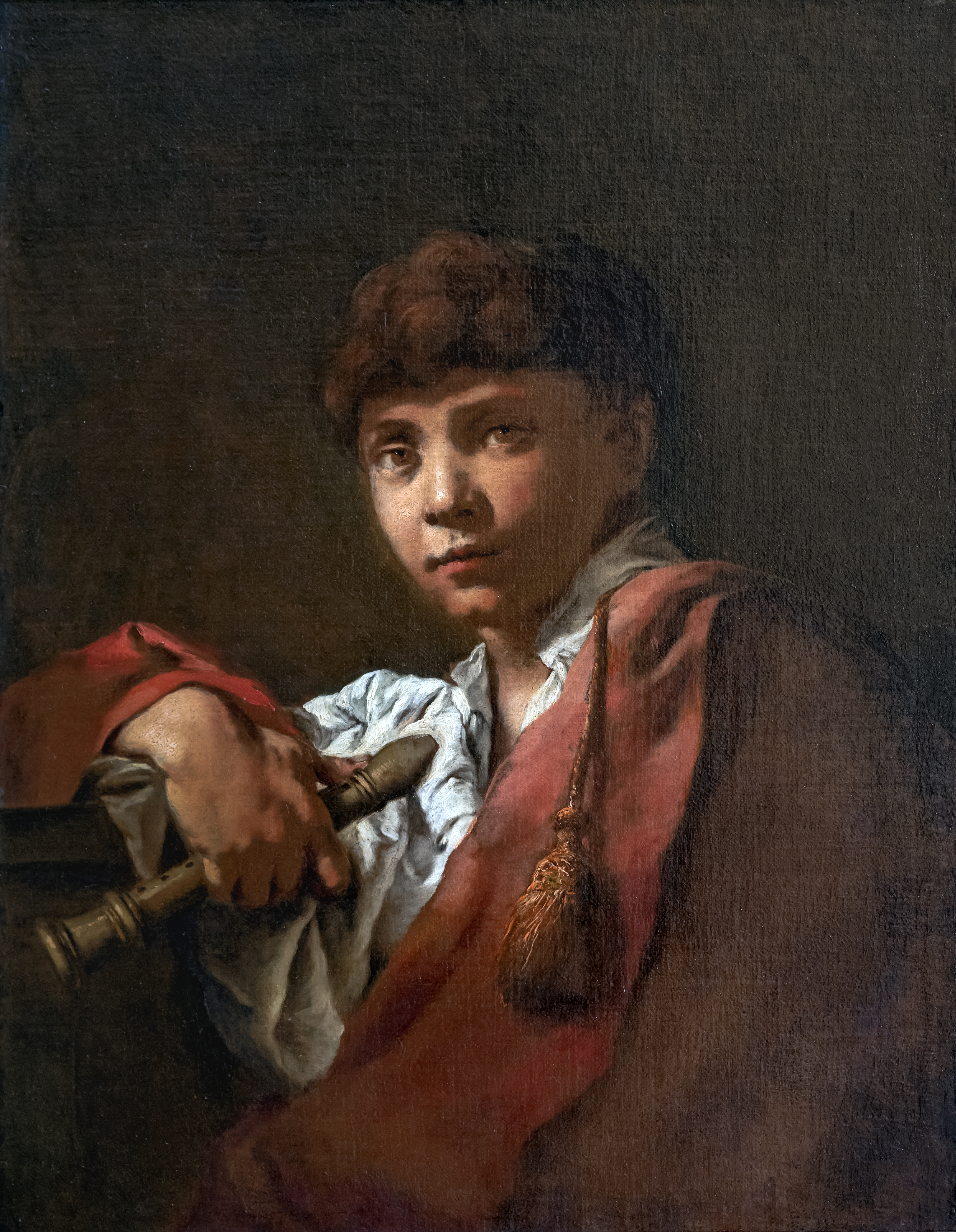
Enfant au fifre vers 1740, Ca' Rezzonico Venise
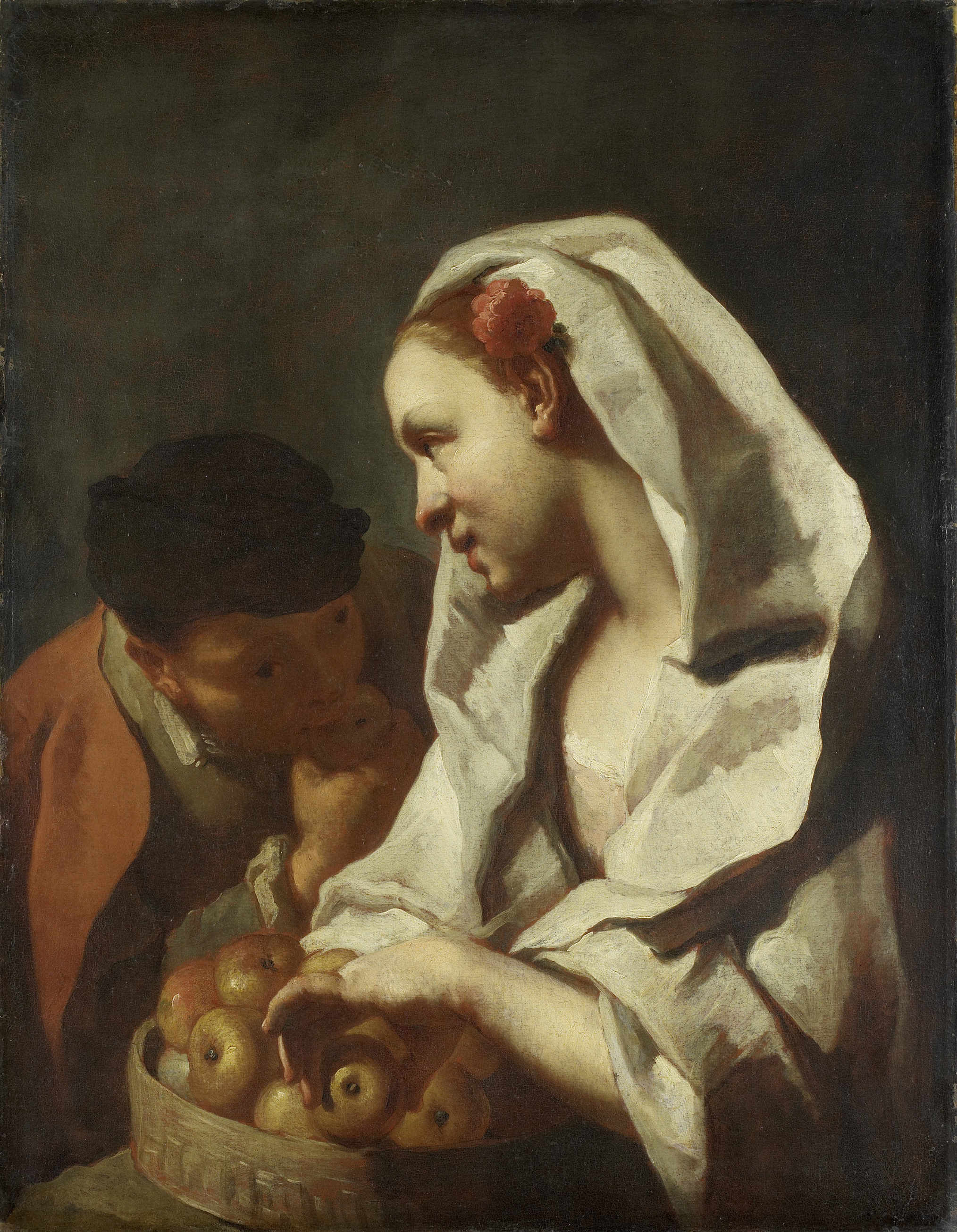
Fille vendant des fruits (1745-1770), Rijksmuseum
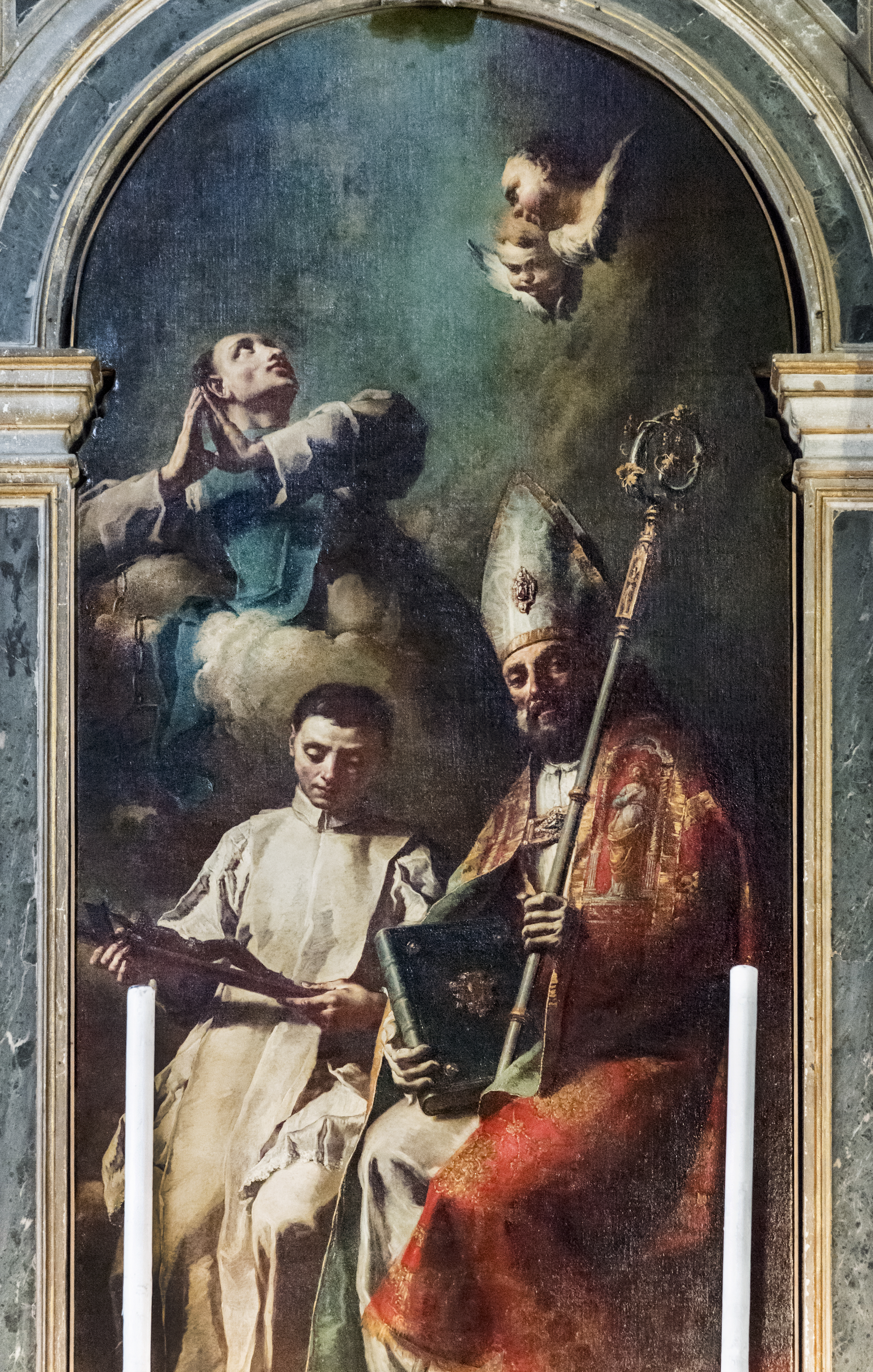
Saints Nicolas et Léonard et le bienheureux Arcangelo Canetoli église San Salvador Venise
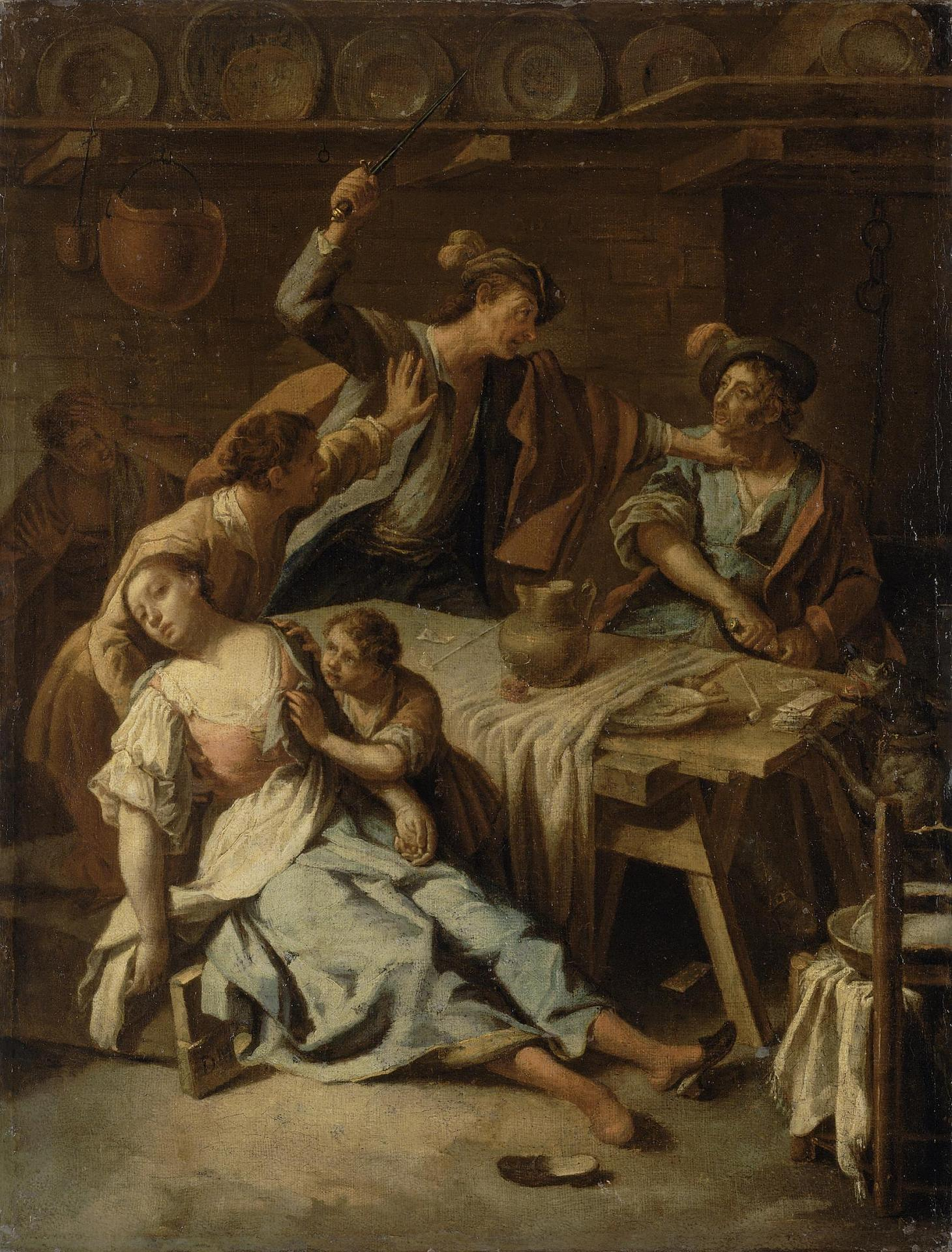
Querelle de joueurs années 1750 Musée de l'Ermitage
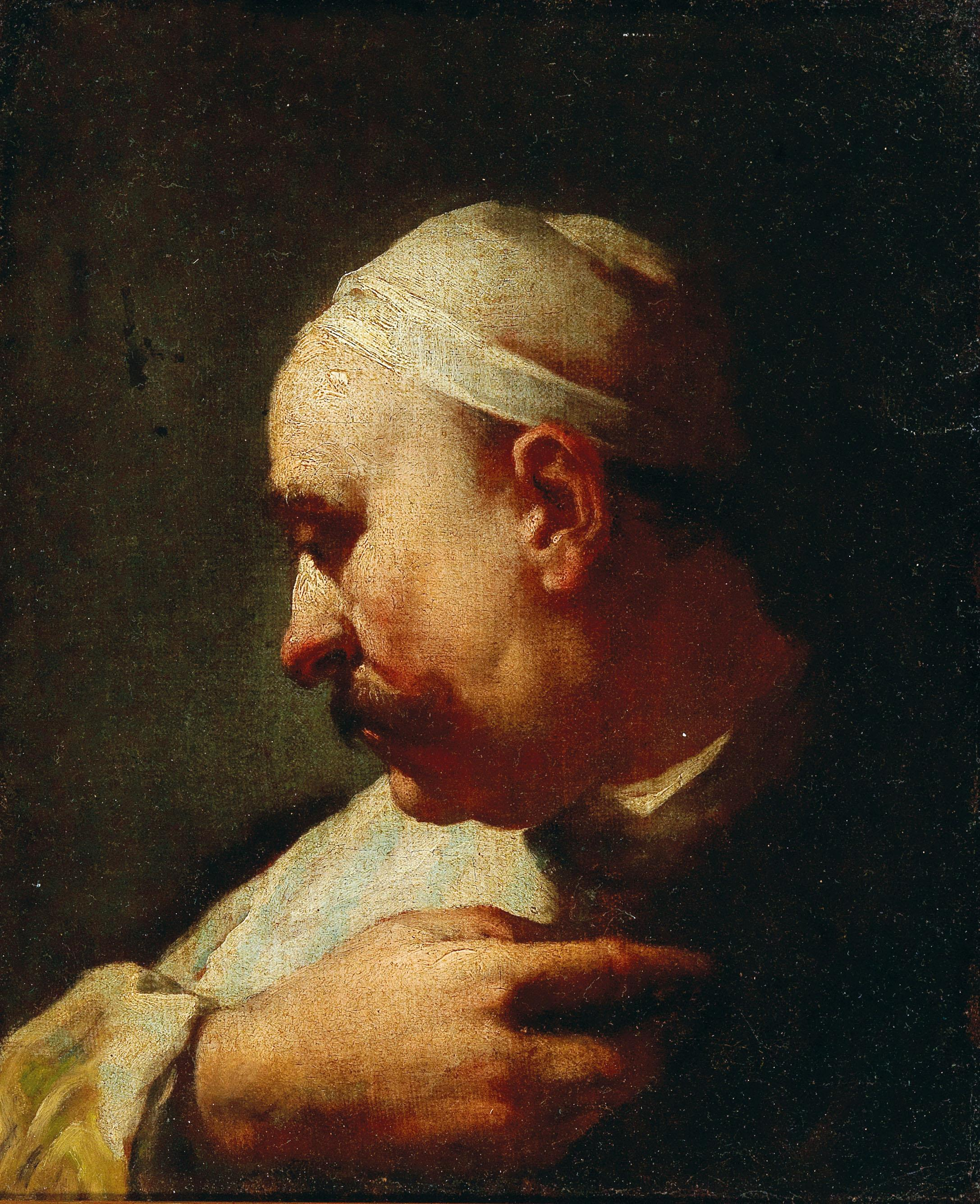
Tête d'un Levantin Collection privée
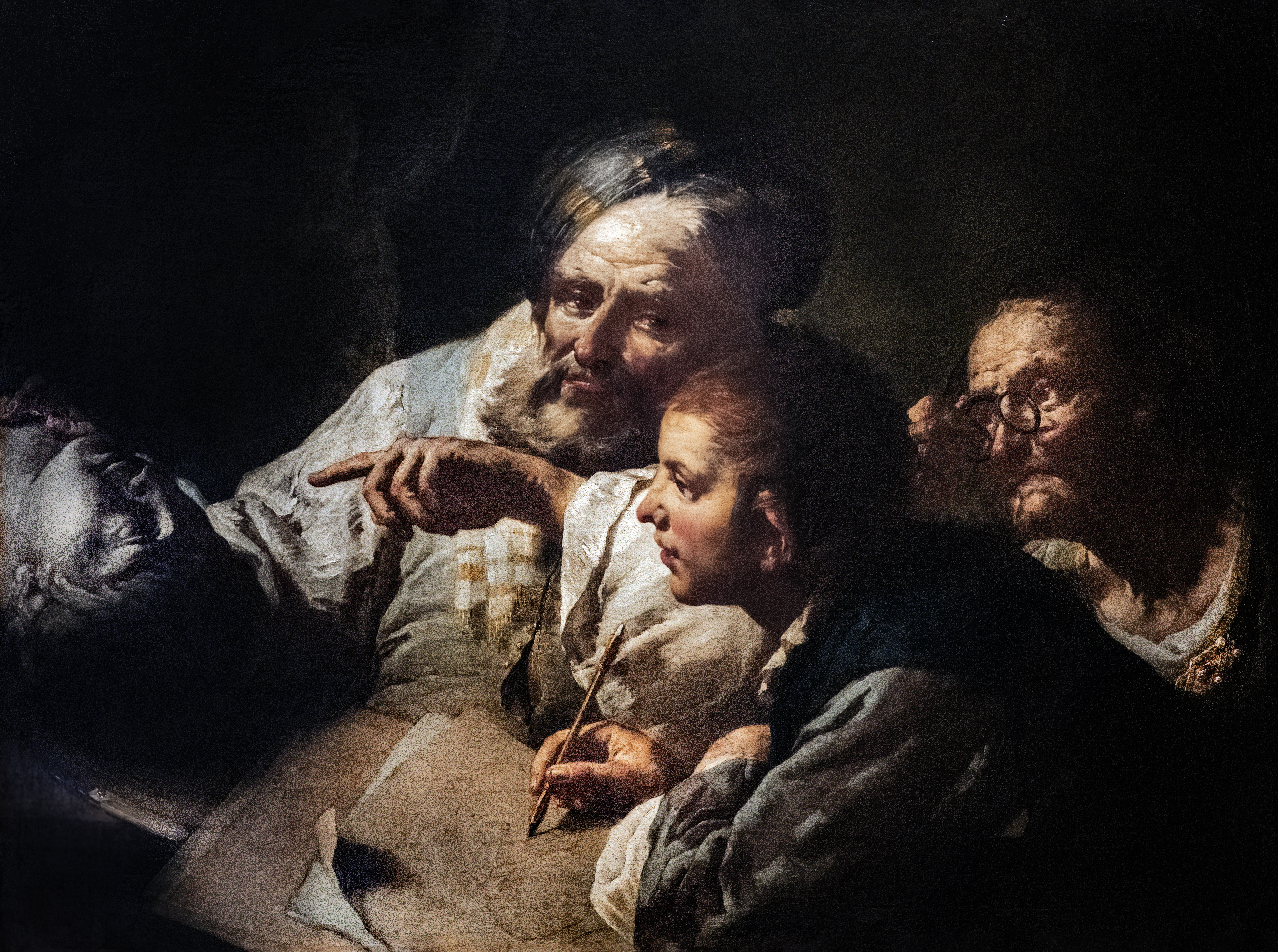
L'école de dessin - Museo civico di Santa Caterina à Trévise